# Barid Baran Bhattacharya
Pour les articles homonymes, voir Bhattacharya.
Barid Baran Bhattacharya (9 mars 1945 - 14 février 2017) est un des principaux économistes indiens, internationalement reconnu. 

## Parcours
Reçu premier au Master d’économie de l’Université d’Allâhâbâd (1966), docteur en économie de l’Université de Delhi (1971), puis boursier de l’UNESCO et de la Fondation Ford, il s’est spécialisé en macroéconomie, économie monétaire, économie du développement, finances publiques et finances internationales.
Ancien professeur et directeur de l’Institut de la Croissance économique, et ancien Président, Vice-Président et Secrétaire de la Société Indienne d’Économétrie, il est aujourd’hui Vice-Recteur de l’Université de Jawaharlal à New Delhi, Président de l’Association Indienne du PIB et de la Santé, rédacteur en chef de la Revue du PIB et de la Santé et membre de divers comités éditoriaux de revues économiques. Il préside le Comité sur le Projet de comparaison internationale (ICP) et le groupe de travail du « National Sample Survey », tout en étant membre du Comité consultatif aux comptes et de l’Organisation Centrale de la Statistique, et expert auprès des Ministères indiens. Expert international de la prospective et des  modèles économétriques, ses analyses font références
Il est par ailleurs membre du Conseil de surveillance de la Fondation pour l'innovation politique